# Шем'ї-заде Айдин Ешрефович
Айдин Ешрефович Шем'ї-заде (крим. Aydın Eşref oğlu Şemi-Zade), псевдонім Айдин Шем (крим. Aydın Şem; 1 вересня 1933, Сімферополь — 17 жовтня 2020) — сучасний кримськотатарський культурний діяч і письменник, доктор фізико-математичних наук. Син письменника Е. Шем'ї-заде.

## Біографія
Народився в родині письменника Ешрефа Шем'ї-заде і художниці Сайде Боданінської. Разом з родиною був депортований до Узбекистану в 1944 р
У 1953 році закінчив середню школу в м. Янгіюль, в 1958 р — фізико-математичний факультет Середньоазіатського державного університету (САГУ). Працював в Ташкентському Медичному інституті на фізичному факультеті САГУ. Займався фізикою космічних променів і фізикою Сонця.
З 1968 р жив і працював в Москві. Доктор фізико-математичних наук.
Видав трилогію «Нитки долі людської» («Блакитні мустанги», «Червона ртуть», «Золота печатка»), збірку віршів і оповідань "Кримські хроніки", книгу присвячену подіям у Криму початку XX століття "Вищий етап національно-визвольної боротьби кримськотатарського народу", книгу "Велика брехня про кримських татар як інформаційний супровід репресій проти народу". Лауреат літературного конкурсу «Відкрита Євразія» (2019).
Помер 17 жовтня 2020 року. Похований у Криму, на цвинтарі «Абдал» у Сімферополі.